# Liesbet Vindevoghel
Liesbet Vindevoghel (Gand, 29 dicembre 1979) è un'ex pallavolista belga, di ruolo schiacciatrice.

## Carriera
Liesbet Vindevoghel comincia la carriera pallavolistica, nel 1995, nella squadra della sua città, il VDK Gent Damesvolleybalteam, dove resta per quattro stagioni. Nel 1999 viene ingaggiata dall'Asteríx Kieldrecht, col quale ottiene un lungo periodo di successi, vincendo due campionati, due Coppe del Belgio, due supercoppe ed addirittura un'affermazione a livello europeo nella Top Teams Cup 2000-01.
Nella stagione 2003-04 si trasferisce in Italia, nella Futura Volley Busto Arsizio, dove resta per due stagioni. Dopo una stagione nella Pallavolo Villanterio di Pavia, viene ingaggiata per due annate alla Pallavolo Volta. Nel campionato 2008-09 passa alla Brunelli Volley Nocera Umbra, mentre nella stagione 2009-10 torna alla Pallavolo Volta, risultando a fine campionato come una delle miglior realizzatrici.
Nel 2010 lascia l'Italia e si trasferisce nel campionato giapponese tra le file delle Toray Arrows, mentre nella stagione 2011-12 viene ingaggiata dal Bialski Klub Sportowy di Bielsko-Biała, militante nel massimo campionato polacco.
Nella stagione 2012-13 torna nuovamente in Italia vestendo la maglia del Chieri Torino Volley Club, per poi passare in quella successiva al River Volley di Piacenza, con cui vince la Supercoppa italiana, la Coppa Italia e lo scudetto. Nell'annata 2014-15 si accasa al neopromosso Promoball Volleyball Flero, che lascia già nell'annata successiva, quando si trasferisce in Francia per difendere i colori dell'Association Sportive Saint-Raphaël Volley-Ball, in Ligue A, con cui si aggiudica lo scudetto 2015-16 e la Supercoppa francese 2016: al termine del campionato 2017-18 annuncia il suo ritiro dall'attività agonistica.

## Palmarès

### Club
- Campionato belga: 2

1999-00, 2000-01
- Campionato italiano: 1

2013-14
- Campionato francese: 1

2015-16
- Coppa del Belgio: 2

2000-01, 2001-02
- Coppa Italia: 1

2013-14
- Supercoppa belga: 2

2000, 2002
- Supercoppa italiana: 1

2013
- Supercoppa francese: 1

2016
- Top Teams Cup: 1

2000-01